# 刘正东 (钢铁材料与冶金工程专家)
刘正东（1966年10月—），内蒙古突泉人，中国钢铁材料与冶金工程专家，中国钢研科技集团有限公司副总工程师、钢铁研究总院首席专家，中国工程院院士。

## 生平
1990年毕业于清华大学金属压力加工专业，获学士学位。1993年毕业于钢铁研究总院金属热处理专业，获硕士学位。1993年至1996年在钢铁研究总院任合金钢产品冶炼锻造工程师。2001年毕业于不列颠哥伦比亚大学钢铁冶金专业，获博士学位。2001年起在中国钢研科技集团有限公司工作。